# 1948 NBA Playoffs
1948 NBA Playoffs odbyły się jeszcze wtedy, gdy liga nazywała się BAA (Basketball Association of America). W finałach Philadelphia Warriors przegrała z Baltimore Bullets 4-2.

## Przebieg

### Pierwsza runda
Baltimore Bullets vs. New York Knicks:
Bullets wygrali 2-1
Chicago Stags vs. Boston Celtics:
Stags wygrali 2-1

### Półfinały
Philadelphia Warriors vs. St. Louis Bombers:
Warriors wygrali 4-3
Baltimore Bullets vs. Chicago Stags:
Bullets wygrali 2-0

### Finały NBA
Baltimore Bullets vs. Philadelphia Warriors:
Bullets wygrali 4-2